# Diálise
Diálise é o processo de separação de moléculas de acordo com seu tamanho utilizando membranas semipermeáveis que contêm  poros. Na hemodiálise, a transferência de massa ocorre entre o sangue e o líquido de diálise através de uma membrana semipermeável artificial (o filtro de hemodiálise ou capilar). Já na diálise peritoneal, a troca de solutos entre o sangue e a solução de diálise ocorre através do peritônio.
O transporte de dispersos no processo dialítico ocorre por três mecanismos:
- Difusão: é o fluxo de dispersos de acordo com o gradiente de concentração, sendo transferida massa de um local de maior concentração para um de menor concentração. Depende do peso molecular e características da membrana.
- Ultrafiltração: é a remoção de líquido através de um gradiente de pressão hidrostática (como ocorre na hemodiálise) ou pressão osmótica (diálise peritoneal).
- Convecção: é a perda de dispersos durante a ultrafiltração. Durante a ultrafiltração ocorre o arraste de dispersos na mesma direção do fluxo de líquidos através da membrana.

A diálise é demonstrada em aulas práticas nos laboratórios de Biofísica.
Metodologia: a partir dos conhecimentos teóricos sobre o processo, elaborou-se um protocolo, usando-se como membrana um saco de celofane, contendo uma solução dialisável de azul de metileno, imerso em água destilada (meio dialisador); variou-se a temperatura e a concentração da substância difundível e mediu-se, através de um fotocolorímetro, a absorbância das amostras coletadas a intervalos de cinco minutos.
Resultados: a análise dos dados de absorbância revelou valores crescentes ao longo do tempo em todos os experimentos realizados. Contudo, nos casos em que a temperatura e a concentração foram maiores, a absorbância aumentou mais rapidamente. O processo também pode ser acompanhado visualmente pelo aumento na intensidade da coloração da solução no meio dialisador.
Discussão: o aumento na absorbância indica que a concentração do azul de metileno estava aumentando no meio dialisador ao longo do tempo. Além disso, os valores obtidos com a temperatura e a concentração maiores, revelam que a difusão se processou mais rapidamente nesses casos.
Conclusão: os resultados obtidos indicam que o processo dialítico sofre influência da concentração e da temperatura. Quanto maiores essas variáveis, maior a velocidade de difusão das partículas.

## Aplicação na ciência
A diálise é um tipo de filtração molecular. Ela é utilizada para trocar o solvente no qual macromoléculas estão dissolvidas. A solução de macromoléculas é colocada em um saco de diálise que é inserido na nova solução, então as moléculas menores passam pelos poros do saco de diálise  para a nova solução. Após várias horas de agitação, as soluções estarão equilibradas, mas as macromoléculas permanecerão dentro do saco de diálise. A diálise vem sendo substituída pelo processo de ultrafiltração.

## Aplicações médicas
A diálise tem grande importância na medicina no tratamento da insuficiência renal, crônica e aguda.
Entretanto, segundo censo feito em 2010 pela Sociedade Brasileira de Nefrologia, nos últimos dez anos, a hipertensão passou a ser o principal problema associado ao uso da diálise no Brasil. Em 1999, 17% dos pacientes que faziam diálise eram hipertensos, enquanto em 2009 era de 35%, ou seja, 18 pontos percentuais a mais.